# Stena Stål
Stena Stål är ett svenskt företag som levererar stålprodukter, exempelvis balk, armeringsstål, och plåt. Huvudkontoret finns i Göteborg och huvudlagret i Västerås. Stena Stål har lager och försäljningskontor på ett tjugotal olika platser i Sverige och ett lager och försäljningskontor i Moss i Norge. Stena Stål är en del av Stena Metall-koncernen

## Historia
Grunden till dagens Stena-koncern lades 18 november 1939 då handelsbolaget Sten A Olsson Metallprodukter bildades. Under de kommande åren expanderade företaget såväl inom som utanför landets gränser. Några hållpunkter fram till dagens Stena Stål:
1952 Efter att mestadels ha sysslat med handel och mellanlagring, etableras den första egna filialen 1952 – och insamlingen och bearbetningen av material kan ta fart på den stora skrotgården på Hisingen.
1972 Delas företaget upp i två grenar Stena Metall AB och Stena Line AB.
2006 Förvärvas verkstadsföretaget Nomeko AB i Molkom.
2007 Förvärvas Eurosteelgruppen.
2017 Förvärvas Tunn & Bandplåtsföretaget Gujab.